# Cuzdrioara
Cuzdrioara – wieś w Rumunii, w okręgu Kluż, w gminie Cuzdrioara. W 2011 roku liczyła 2076 mieszkańców.